# Walter Taussig
Walter Taussig (9. Februar 1908 in Wien, Österreich-Ungarn – 31. Juli 2003 in New York City) war ein österreichischer Gesangspädagoge, Chorleiter und Dirigent. Er wurde von Hitler-Deutschland in die Emigration gezwungen und kehrte nach dem Untergang des NS-Regimes nicht mehr fest nach Österreich zurück.
Er arbeitete mehr als fünfzig Jahre an der Metropolitan Opera von New York und 19 Jahre bei den Salzburger Festspielen. Er leitete einige der berühmtesten Sänger des 20. Jahrhunderts beim Einstudieren neuer Rollen an – darunter die Callas, Plácido Domingo, Birgit Nilsson und Deborah Voigt.

## Leben und Werk
Walter Taussig war der Sohn von Josef Heinrich Taussig (1876–1943) und Paula Caroline geb. Roth (1880–1967). Er hatte eine Schwester, die später berühmte Mathematikerin Herta Freitag (1908–2000). Er schrieb sich an der Wiener Musikakademie ein, an der er bis 1928 Oboe, Komposition (bei Franz Schmidt) und Dirigieren (bei Robert Heger) studierte. Parallel dazu absolvierte er ein Studium der Musikwissenschaft und der Philosophie an der Universität Wien. Er bewunderte Richard Strauss als Dirigenten und bezeichnete ein Verdi-Requiem, dirigiert von Toscanini, als eine seiner nachhaltigsten Erinnerungen. Er begann schon früh mit dem Unterrichten, Eli Freud lernte bei ihm und bei Robert Walter Spitz das Klavierspielen. Ab 1929 war er an deutschen Opernhäusern engagiert, danach unternahm er bis 1939 internationale Tourneen durch ganz Europa bis Finnland, in die Türkei, nach Ägypten und nach Nordamerika. Dazwischen, 1935, dirigierte er an der Volksoper Wien und am Theater an der Wien. 1938, während der Eingliederung Österreichs in das nationalsozialistische Deutsche Reich, war er gerade auf dem Rückweg von einer Tournee in den USA. Er kehrte nicht zurück, sondern blieb in Frankreich und organisierte von dort aus seine Emigration.
Die Kernfamilie konnte sich vor dem NS-Regime in Sicherheit bringen. Der Vater starb 1943 im Exil in England. Walter Taussig, seine Mutter und seine Schwester gelangten über Kuba in die Vereinigten Staaten. Während der Wartezeit auf die Einwanderungspapiere dirigierte er die Havanna Philharmoniker. 1941 war er bei der New Opera Company in New York tätig. Es folgten Wanderjahre. Zwischen 1946 und 1949  verdiente er sich seinen Lebensunterhalt an den Opernhäusern von Chicago und Montreal sowie an der San Francisco Opera.
1949 nahm ihn die Metropolitan Opera in New York unter Vertrag. Er wurde als Korrepetitor und Chorleiter eingestellt, 1968 wurde er Associate Conductor. Er profilierte sich als Coach und Lehrer insbesondere für das Einstudieren deutschsprachiger Rollen. Die hochdramatische Sängerin Birgit Nilsson, die aus Schweden stammte, war ihm sehr dankbar für die Unterstützung, sie ernannte ihn zum „Vater meiner Elektra“. Er habe ihr in 18 Stunden harter Arbeit die Charakteristika der Rolle vermitteln können. Der Spanier Plácido Domingo studierte mit ihm die Titelrolle in Wagners Parsifal ein. Der Sänger brillierte in dieser Rolle nicht nur 1991 in New York, sondern in der Folge auch an der Wiener Staatsoper, der Mailänder Scala und bei den Bayreuther Festspielen. Gecoacht hat Taussig auch die Callas und Deborah Voigt, unterrichtet hat er William Wu, einen Tenor aus Taiwan, Loretta di Franco und Dolores Wilson, zwei Sopranistinnen aus den USA, und viele weitere Sänger und Sängerinnen aus aller Herren Länder. Über die Callas war er voll des Lobes, er bezeichnete sie als derart kreativ, zugleich bescheiden und unkompliziert in der Arbeit. Er konnte mit ihr jeden einzelnen Atemzug besprechen – ohne jedes Ego. „Ihr Fluch war, dass sie so musikalisch und so intelligent war, dass sie sogar Rollen annehmen konnte, die ihre Stimme im Grunde nicht bewältigte.“ Dirigiert hat er an der Met weniger als ein Dutzend Vorstellungen, darunter ein paar Traviata-Vorstellungen während des Japan-Gastspiels 1975 und den Rosenkavalier. Regelmäßig leitete er die Bühnenmusik, welche vom Met-Musikchef James Levine scherzend als Taussig Philharmonic bezeichnet wurde.
Ab 1964 verbrachte er neunzehn Jahre in Folge den Sommer in Europa, konkret zur Sommerfrische am Semmering und zur Arbeit in Salzburg, wo Herbert von Karajan und Karl Böhm die zentralen Funktionen der Salzburger Festspiele übernommen hatten und besetzt hielten. Karajan kannte er aus seiner Studienzeit an der Wiener Musikakademie, mit Böhm war er seit den Zwischenkriegsjahren befreundet. Er wurde, was Sängerauswahl und -betreuung anlangte, zu einer grauen Eminenz der Festspiele und fungierte auch als Coach für Aufzeichnungen der Deutschen Grammophon. Obwohl Studienleiter der Böhm- und Karajan-Inszenierungen schien er auf den Besetzungszetteln dieser Jahre nur dann auf, wenn er während der Vorstellungen auch Cembalo spielte.
Im Studienjahr 1965–66 übernahm er eine Gastprofessur in Tokio.

## Familie
Taussig verlor zumindest zwei Tanten im Rahmen des Holocaust. Väterlicherseits wurde Leonie Taussig (geboren 1878) im Mai 1944 von Theresienstadt in das Vernichtungslager Auschwitz überstellt und dort ermordet. Helene Fanny Roth (geboren 1875), Schwester seiner Mutter, wurde am 28. Oktober 1941 in das Ghetto Litzmannstadt deportiert und dort ermordet.
Er war sechzig Jahre lang mit seiner Frau Lore verheiratet, die Hochzeit war 1942. Das Paar hatte eine Tochter, Lynn.

## Zitate
„Dear Mrs. Taussig, I have a confession to make. I have had a child with your husband. She is very beautiful, and I call her 'Elektra.' I am absolutely sure he is the father, because I have not been with anybody else.“

„Es gibt zwei Theorien über alte Menschen. Die eine geht dahin, dass alte Menschen zur Seite treten sollen um den Jüngeren eine Chance zu geben. Dies ist eine gut nachvollziehbare Theorie. Die andere lautet, dass alte Menschen über wertvolle Erfahrungen verfügen, die unersetzlich sind. Zu meinem Glück sieht die Met letztere Theorie als valide an.“

## Auszeichnung
- 1978: Berufstitel Professor